# Inari-zushi

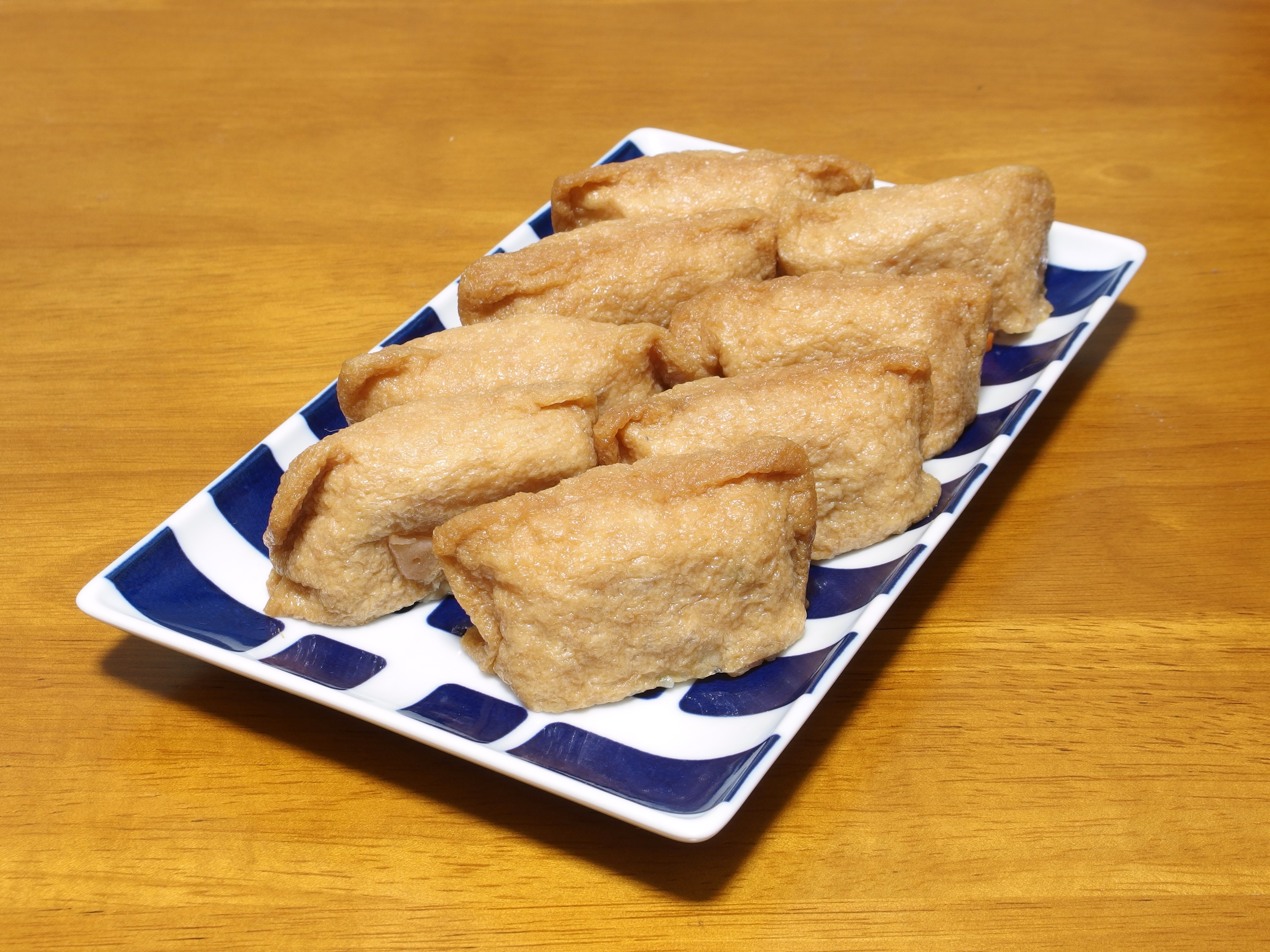
Inari-zushi nach Kantō-Art, viereckig.

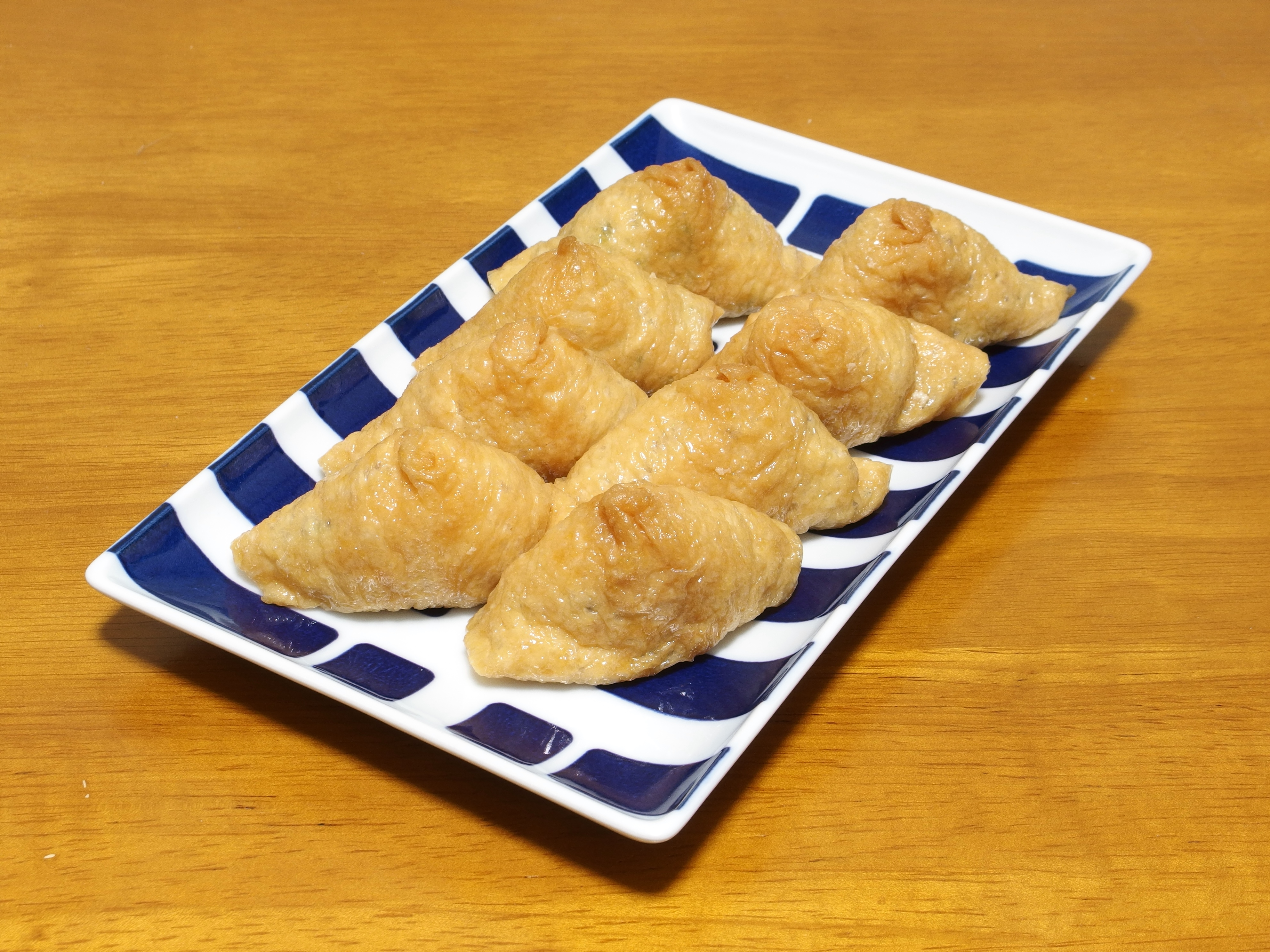
Inari-zushi nach Kansai-Art, d. h. üblicherweise ungesäuerter Reis, dreieckig.

Inari-zushi (jap. 稲荷寿司) ist eine mit Reis gefüllte Tofutasche und Teil der japanischen Küche.
Sushi-Reis, d. h. in Essig getränkter Reis, wird mit frittierten Tofutaschen (Aburaage) umwickelt.  Je nach Region kommen noch weitere Zutaten hinzu wie Shiitake-Pilze, Karotten, Klettenwurzel (gōbo) oder gerösteter Sesam (irigoma).
Inari bezieht sich auf die Fuchsgottheit Inari dessen Botenfüchsen (Kitsune) eine Vorliebe für frittierten Tofu (Aburaage) nachgesagt wird.

## Verzehr
Inari-zushi wird normalerweise in kaltem Zustand mit Stäbchen gegessen. Es ist außerdem ein gerngesehener Bestandteil von Bentōs.

## Geschichte
Inari-zushi wird erstmals in Texten aus der späten Edo-Zeit erwähnt, wie dem Morisada Mankō (守貞謾稿), in dem die Gebräuche der damals drei größten Städte Edo (Tokio), Kyoto und Osaka beschrieben wurden.